# Daniel Gottlieb Andreae
Daniel Gottlieb Andreae (ur. 1711 w Regenwalde na Pommern; zm. 5 listopada 1778 w Berlinie) był pruskim urzędnikiem państwowym.

## Kariera
Daniel Gottlieb Andreae zapisał się na Uniwersytet w Halle 9 kwietnia 1731 r., aby studiować prawo. Po studiach w 1737 r. wstąpił do służby królewskiej i do 1743 r. był audytorem w Pułku Prinz von Bevern. W tym samym roku wyraził chęć pełnienia funkcji radcy podatkowego w powiecie stargardzkim. Następnie pełnił funkcję audytora garnizonu szczecińskiego. W lutym 1765 r. został mianowany radcą podatkowym w Szczecinie.
Pod koniec lat 60. XVIII w. pełnił funkcję radcy wojennego i podatkowego w Pyritz i został mianowany głównym księgowym 13 lutego 1770 r.; jego poprzednie stanowisko przejął Christian Friedrich Lentz (1737–1786).

## Literatura
- Rolf Straubel: Biographisches Handbuch der preußischen Verwaltungs- und Justizbeamten 1740–1806. Walter de Gruyter 2009. ISBN 978-3-598-44130-1. S. 11, (Digitalisat).